# Sporomusa aerivorans
Sporomusa aerivorans è una specie di batterio appartenente alla famiglia delle Acidaminococcaceae.